# Gravité Liouville
La gravité Liouville (Liouville gravity,) est un modèle de physique théorique représentant la gravitation à l'aide d'un espace-temps d'une dimension d'espace et d'une dimension de temps (1+1D), auquel on ajoute un dilaton. Elle doit son nom au mathématicien français Joseph Liouville.
Le modèle ne doit pas être confondu, avec d'autres modèles 1+1D, tels le modèle CGHS ou la gravité Jackiw-Teitelboim.
Le modèle est utilisé dans le cadre de l'étude de la théorie des cordes non-critique (en). 

## Formalisme
L'action du modèle prend la forme suivante :
{\displaystyle S={\frac {1}{4\pi }}\int d^{2}x{\sqrt {-g}}\left[\left(b+b^{-1}\right)\Phi R+\left(\nabla \Phi \right)^{2}+4\pi \mu e^{2b\Phi }\right],}
où Φ est le champ de dilatons. En tenant compte des anomalies conformationnelles (en), le modèle devient une théorie conforme des champs. 